# Карюков, Фагим Сайранович
Фагим Сайранович Карюков (4 января 1948, Новый Кальчир, Башкирская АССР — 18 мая 2015, Уфа, Башкортостан, СССР) — советский и российский тренер по хоккею, заслуженный тренер России.

## Биография
Воспитанник спортивного клуба «Авангард» (Стерлитамак, тренер С. Коршунов). Играл за команду спортивного клуба им. Салавата Юлаева (1969—73, 1975—80) под номером 16. За ХК «Салават Юлаев» забросил 138 шайб. Чемпион международного турнира «Кубок шахтёра» (Польша, 1972), победитель первой лиги первенства СССР (1977/1978). мастер спорта СССР (1976) по хоккею с шайбой. Выступал также за клуб СКА Куйбышев (1973—1975).
В 1978 г. окончил Ленинградский институт физической культуры им. П. Ф. Лесгафта. С 1980 г. — тренер-преподаватель СДЮШОР «Салават Юлаев», одновременно тренер юниорских сборных команд СССР (1986) и России (1998). Под его руководством юношеская команда СДЮШОР «Салават Юлаев» стала серебряным (1998—99) и бронзовым (1996 — 97) призёром первенств России, победителем международного турнира «Балтийская осень» (Рига, 1998). Среди воспитанников двукратный чемпион мира Денис Денисов, а также 9 мастеров спорта СССР и России.

## Награды и звания
Заслуженный тренер России (2004), Заслуженный работник физической культуры Республики Башкортостан (1994). «Лучший тренер Республики Башкортостан» (2007), награждён Почётной грамотой Президиума Верховного Совета Башкирской АССР (1978).